# William Rotsler
William Rotsler est un réalisateur, scénariste, acteur, monteur et directeur de la photographie américain né le 3 juillet 1926 à Los Angeles, Californie (États-Unis), décédé le 8 octobre 1997 en Californie (États-Unis).

## Filmographie

### comme réalisateur
- 1966 : L'Agonie de l'amour (The Agony of Love)
- 1967 : La Fille au regard langoureux (en) (The Girl with the Hungry Eyes)
- 1968 : Suburban Pagans
- 1968 : Overxposed (es)
- 1968 : Mantis in Lace (en)
- 1968 : Like It Is
- 1968 : Four Kinds of Love
- 1969 : Shannon's Women
- 1969 : House of Pain and Pleasure
- 1969 : Hot Lead
- 1969 : A Taste of Hot Lead
- 1970 : Street of a Thousand Pleasures
- 1970 : She Did What She Wanted
- 1970 : Midnight Hard
- 1971 : L'enfer des filles soumises (The Godson) : le mec avec une prostituée noire (non crédité)
- 1984 : Hollywood Blue Video

### comme scénariste
- 1966 : L'Agonie de l'amour (The Agony of Love)
- 1967 : La Fille au regard langoureux (en) (The Girl with the Hungry Eyes)
- 1968 : Like It Is
- 1968 : Four Kinds of Love
- 1970 : Street of a Thousand Pleasures

### comme acteur
- 1966 : La Fille de Fanny Hill (The Notorious Daughter of Fanny Hill)
- 1966 : L'Agonie de l'amour (The Agony of Love) : The Beatnik
- 1967 : La Fille au regard langoureux (en) (The Girl with the Hungry Eyes) : Tom
- 1969 : La vie sexuelle de Roméo et Juliette (cy) (The Secret Sex Lives of Romeo and Juliet)
- 1971 : L'enfer des filles soumises (The Godson)

### comme monteur
- 1966 : L'Agonie de l'amour (The Agony of Love)
- 1967 : La Fille au regard langoureux (en) (The Girl with the Hungry Eyes)
- 1970 : Street of a Thousand Pleasures

### comme directeur de la photographie
- 1968 : Like It Is
- 1970 : Street of a Thousand Pleasures